# Herbert Mumm von Schwarzenstein
Herbert Mumm von Schwarzenstein (né le 22 octobre 1898 à Frankfort sur le Main et mort le 20 avril 1945 à Brandebourg-sur-la-Havel) est un diplomate et résistant allemand contre le nazisme.

## Biographie
Herbert Mumm von Schwarzenstein est le petit-fils du premier maire prussien de Francfort, Daniel Heinrich Mumm von Schwarzenstein (de). Ses parents sont le banquier Alfred Mumm von Schwarzenstein et son épouse Martha née Delius, son plus jeune frère est le diplomate Bernd Mumm von Schwarzenstein (de). Bachelier en 1917, il effectue son service militaire jusqu'à la fin de la première guerre mondiale. Il étudie ensuite le droit, de 1919 à 1921, à l'université d'Erlangen ainsi qu'à Bonn. Il adhère au Corps Onoldia (de) ainsi qu'au Corps Palatia Bonn. Il est promu Docteur à Cologne, et intègre le corps diplomatique de l'office des Affaires étrangères en mars 1923.
Il est d'abord secrétaire de légation à l'ambassade allemande à Londres, sous l'autorité de l'ambassadeur Friedrich Sthamer. Il fait la rencontre de l'ancien Ministre des Affaires étrangères Wilhelm Solf en 1925 à l'ambassade allemande à Tokyo. Il est en poste à Berlin entre 1927 et 1935. Surveillé par la Gestapo, il est arrêté au motif du paragraphe § 175 en février 1935. Il parvient à échapper un temps aux filets du régime nazi.
Par le truchement de son ancien supérieur, Wilhelm Solf, et de son épouse Hanna Solf, Mumm von Schwarzenstein prend part à la résistance. Il fait bientôt partie des réguliers du Cercle Solf, qui rassemble surtout des diplomates critiques envers le régime. Herbert Mumm von Schwarzenstein travaille alors comme conseiller historique de sociétés de production cinématographiques.
Il est à nouveau arrêté le 23 février 1942. Il est condamné à mort par le Volksgerichtshof deux ans plus tard. Il est fusillé le 20 avril 1945 dans la prison de Brandebourg-sur-la-Havel.
Le Ministère des Affaires étrangères allemand érige en 2000 un mémorial des résistants du corps diplomatique, qui rend également hommage à Herbert Mumm von Schwarzenstein .